# Paul Oszmella

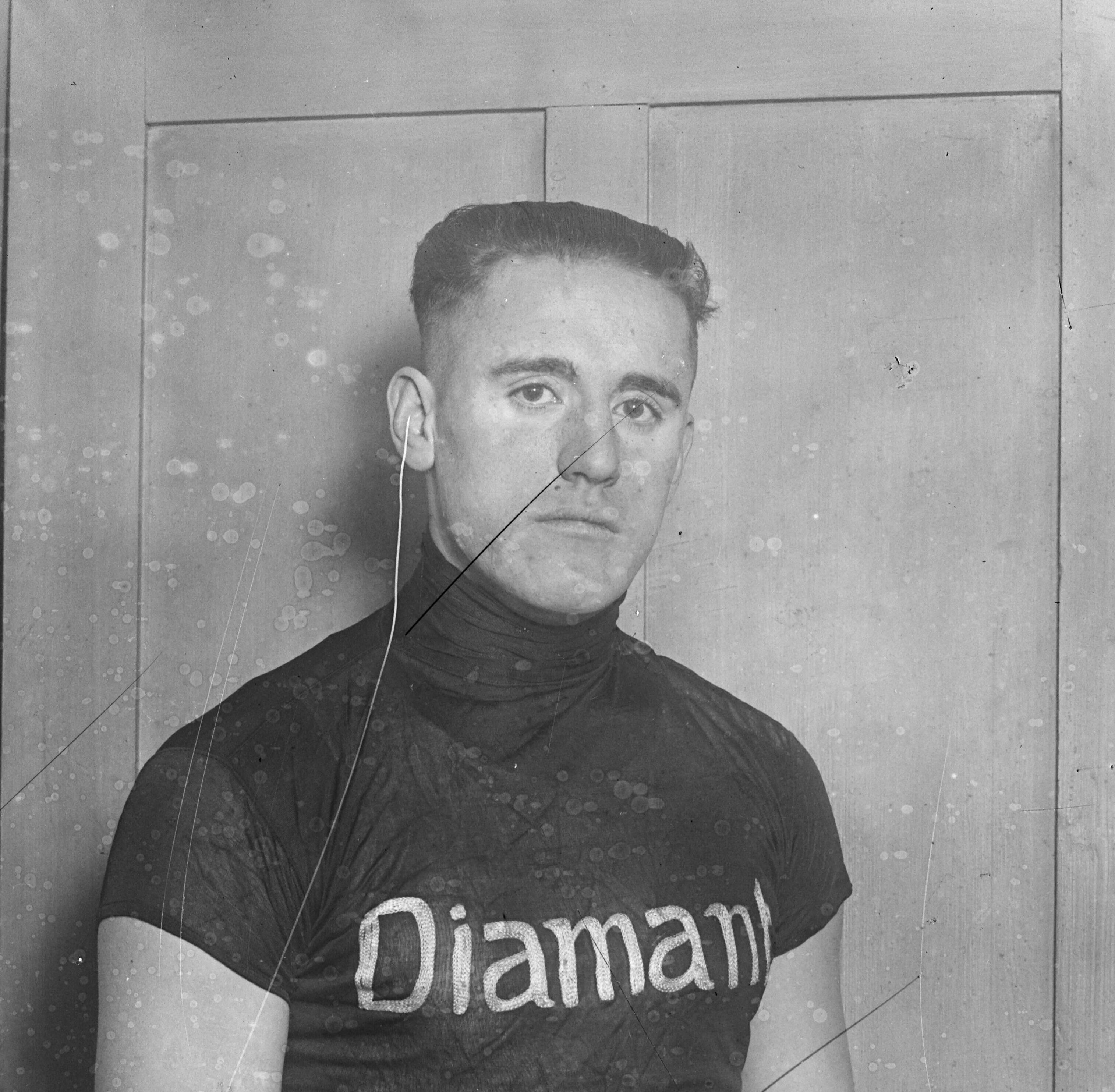
Paul Oszmella (1929)

Paul Oszmella (1955)

Paul Oszmella (* 25. November 1903 in Köln; † 16. April 1967 in Bonn) war ein deutscher Radrennfahrer.

## Sportliche Karriere
Paul Oszmella begann nach dem Ersten Weltkrieg als Amateur-Radrennfahrer auf der Straße. 1922 wandte er sich dem Bahnradsport zu. Als Amateur siegte er im Grand Prix Kopenhagen 1925. Von 1923 bis 1925 wurde er dreimal in Folge deutscher Meister im Sprint der Amateure und belegte 1926 Platz zwei beim renommierten Sprint-Klassiker Grand Prix de Paris. Anschließend wurde er Profi und verpflichtete sich bei Diamant. Bis 1932 stand er mehrfach bei deutschen Sprint-Bahnmeisterschaften auf dem Podium, konnte allerdings nie mehr den Titel erringen. Er fuhr auch Sechstagerennen gemeinsam mit Ludwig Schorn, allerdings mit wenig Erfolg; dreimal gewannen die beiden das Zweier-Mannschaftsfahren Silberner Adler von Köln. 1935 beendete er seine Radsport-Laufbahn, nachdem er auf der Sandbahn im Duisburger Preußen-Stadion schwer gestürzt war. Der dabei erlittene doppelte Schädelbruch verhinderte die Fortsetzung seiner Laufbahn. 1921 gehörte Paul Oszmella zu den Mitbegründern des RC Adler Köln, nach dem Zweiten Weltkrieg saß er viele Jahre der Vereinigung der deutschen Profi-Rennfahrer vor. 1950 rief er eine Trainingsschule für den Kölner Raum ins Leben, in der Nachwuchsbahnfahrer ausgebildet wurden und Wettkampfmöglichkeiten erhielten.

## Trivia
Geboren wurde Oszmella im Ur-Kölner Eigelsteinviertel, in der Straße „Unter Krahnenbäumen“. „D'r Lang“ war als Rennfahrer besonders beliebt in Köln, auch aufgrund seiner „kölschen“ Art und seiner wuchtigen Erscheinung. Wenn er den Spurt anzog, rief das begeisterte Publikum: „Jetz mäht hä ne Puckel!“ Populär war auch seine elegante Art, die Ehrenrunde mit anschließender Verbeugung zu fahren, während die Kapelle seine Erkennungsmelodie „Ja, der Sonnenschein…“ spielte.